# Mohamed Diop
Mohamed Diop (Dakar, 14 maggio 1981) è un ex cestista senegalese.

## Carriera
Con il Senegal ha disputato i Campionati mondiali del 2014 e due edizioni dei Campionati africani (2011, 2013).